# Argyle (Muster)

Beispiel für ein Argyle-Muster

Ein Argyle-Muster (ˈɑːr.ɡaɪl; manchmal auch Argyll geschrieben)  besteht aus rautenförmigen, schachbrettartig angeordneten Blöcken, üblicherweise mit gekreuzten Streifen in einer Kontrastfarbe. Die überlappenden Motive führen dabei zu einem dreidimensionalen Aussehen. 
Das Muster hat seinen Ursprung im Tartan des Clans Campbell aus Argyll. Populär wurde das Muster nach Ende des Ersten Weltkrieges vor allem durch Strickwaren des Unternehmens Pringle of Scotland, die von dem für die damalige Mode sehr einflussreichen Eduard VIII. gerne zum Golfspielen getragen wurden.
In Deutschland ist das Muster vor allem durch Socken der Marke  Burlington bekannt, die auch ein stilisiertes Argyle-Muster in ihrem Logo verwendet.
Das Radsportteam Garmin-Cervélo verwendet ein Argyle-Muster für seine Trikots. Der Kabarettist und Musiker Olaf Schubert tritt in einem Argyle-Pullunder auf.